# Argyria diplomochalis
Argyria diplomochalis là một loài bướm đêm trong họ Crambidae.